# Lushes Bight-Beaumont-Beaumont North
Lushes Bight-Beaumont-Beaumont North is een gemeente (town) in de Canadese provincie Newfoundland en Labrador. De gemeente bestaat uit Long Island en een handvol kleinere eilandjes gelegen in Notre Dame Bay, voor de noordkust van Newfoundland.

## Geografie
De gemeente bestaat uit drie dorpen: Lushes Bight in het westen en de min of meer aan elkaar vergroeide dorpen Beaumont en Beaumont North in het noorden. Deze liggen allen op Long Island, dat met bijna 34 km² bij verre het grootste eiland van de gemeente is.
Een aantal kleine eilandjes en rotsen direct ten noorden van Long Island behoren eveneens tot Lushes Bight-Beaumont-Beaumont North, maar deze zijn allen onbewoond. De grootste daarvan zijn Otter Island en Seal Island.

## Geschiedenis
In 1968 werden de drie outports op Long Island verenigd onder een gemeentebestuur met de status van local government community (LGC). In 1980 werden LGC's op basis van The Municipalities Act als bestuursvorm afgeschaft. De gemeente werd daarop automatisch een community om een aantal jaren later uiteindelijk een town te worden.

## Demografie
Demografisch gezien is Lushes Bight-Beaumont-Beaumont North, net zoals de meeste kleine gemeenten in de provincie, aan het krimpen. Het feit dat de gemeente enkel via schip bereikbaar is, zorgt er mee voor dat de demografische daling zich er nog steviger manifesteert. Tussen 1971 en 2021 daalde de bevolkingsomvang van 553 naar 169. Dat komt neer op een daling van 384 inwoners (-69,4%) in 50 jaar tijd.
| Demografische ontwikkeling van Lushes Bight-Beaumont-Beaumont North tussen 1971 en 2021 |
| --------------------------------------------------------------------------------------- |
|                                                                                         |
| Bron: Statistics Canada (1971–1986, 1991–1996, 2001–2006, 2011–2016, 2021)              |